# Caeneressa hoppo
Caeneressa hoppo là một loài bướm đêm thuộc phân họ Arctiinae, họ Erebidae.